# Cyclura ricordi
Cyclure de Ricord
Espèce
Synonymes
- Aloponotus ricordii Duméril & Bibron, 1837

Statut de conservation UICN

 EN A1ce+2cde : En danger
Statut CITES
Cyclura ricordi, également appelé Cyclure de Ricord est une espèce de sauriens de la famille des Iguanidae, endémique de l'île d'Hispaniola où on la rencontre dans la partir sud-ouest de la République Dominicaine et à Anse-à-Pitres, à Haïti. C'est un grand lézard qui mesure en moyenne 49 à 51 cm sans la queue pour les mâles, et 40 à 43 cm pour les femelles, et est de couleur vert grisâtre, marqué de cinq à six larges chevrons gris foncé à noir. C'est un animal essentiellement herbivore qui se nourrit de feuilles, de fleurs et de fruits. Les mâles sont territoriaux, et défendent les femelles avec lesquelles ils s'accouplent au mois de mai à juin. Celles-ci pondent entre deux et neuf œufs qui éclosent 90 à 100 jours plus tard. Comme les autres espèces d'iguanes, la population de Cyclura ricordi est en déclin. Ils sont notamment menacés par la prédation d'animaux introduits sur l'île comme les chats et les chiens, les activités humaines comme l'élevage et le surpâturage du cheptel et le braconnage. C'est pourquoi divers efforts sont faits pour protéger et sauvegarder cette espèce.

## Anatomie et morphologie

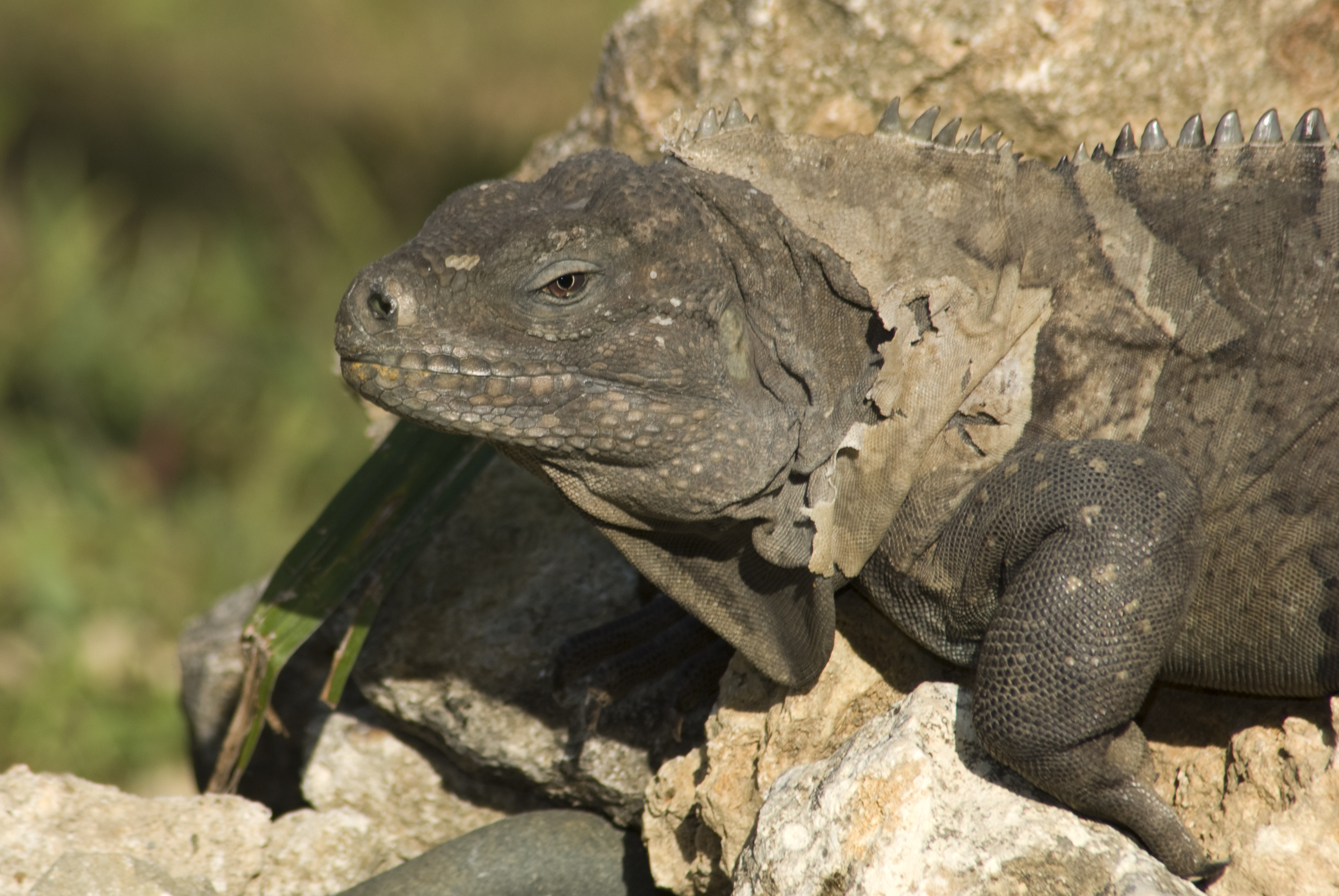
C. ricordi

Cyclura ricordi est une grande espèce d'iguane du genre Cyclura, qui mesure en moyenne 49 à 51 cm sans la queue pour les mâles, et 40 à 43 cm pour les femelles, avec une queue d'une longueur équivalente. Les doigts sont articulés, lui permettant de creuser et de grimper facilement aux arbres.
Leur corps est de couleur vert grisâtre, marqué de cinq à six larges chevrons gris foncé à noir. Chez les adultes, ces chevrons sont un peu moins nets que chez les jeunes. Les yeux de cet iguane présentent un iris sombre presque noir et une sclère rouge.
Cette espèce, comme les autres espèces de Cyclura, présente un dimorphisme sexuel bien marqué ; les mâles sont plus grands que les femelles, et ont une crête dorsale plus proéminente et de plus grands pores fémoraux sur leurs cuisses, qui sont utilisés pour relâcher des phéromones,.
Cyclura ricordi a une excellente vision, qui lui permet de percevoir des formes et des mouvements à de longues distances. Comme ils n'ont que quelques cellules en bâtonnets, ils voient par contre très mal dans des conditions de faible luminosité. Ils disposent toutefois de cellules dites « double-cône » qui leur donne une bonne vision des couleurs et leur permettent de voir les rayons ultraviolets. Cela leur est très utile pour repérer les sites pour qu'ils se réchauffent au soleil, leur permettant d'absorber le maximum de lumière sous la forme d'UVA et d'UVB pour produire de la vitamine D.
Comme les autres iguanes du genre Cyclura, Cyclura ricordi a un organe photosensible blanc à la pointe de sa tête, l'œil pariétal. Cet « œil » a une rétine et une lentille rudimentaires qui ne permettent pas de visualiser des images, mais qui est sensible aux changements de luminosité et qui peut détecter des mouvements.

## Écologie et comportement

### Comportement
Ses relations avec l'Iguane rhinocéros, qu'il peut rencontrer sur son aire de répartition, sont très mal connues. Contrairement à cette espèce, qui se cache volontiers dans les crevasses dans les rochers, Cyclura ricordi privilégie fortement les terriers qu'il creuse lui-même. Lorsqu'il est en danger, il peut toutefois se réfugier dans des crevasses ou des arbres creux s'il n'y a pas de terrier à proximité.

### Alimentation
Cyclura ricordi comme la plupart des espèces du genre Cyclura est essentiellement herbivore, consommant des feuilles, des fleurs et des fruits de différentes espèces de plantes. Une étude menée en 2000 par le docteur Allison Alberts au zoo de San Diego a révélé que ces animaux participent à la dissémination des graines de plusieurs plantes, et que les graines qui sont passées par leur tractus digestif germent plus rapidement que les autres,. Ces graines contenues dans les fruits consommés par les iguanes ont un réel avantage adaptatif puisqu'elles germent avant la fin de la très courte saison des pluies. Cyclura ricordi représente également un très bon moyen de dissémination de ces graines, notamment lorsque les femelles migrent vers les sites de nidification et, en tant que plus grand herbivore dans leur écosystème insulaire d'Hispaniola, ils sont essentiels pour maintenir un équilibre entre le climat et la végétation.
Comme les autres lézards herbivores, Cyclura ricordi doit faire face à un problème d'osmorégulation : la matière végétale contient plus de potassium et moins d'éléments nutritionnels en proportion que de la viande, et les animaux doivent donc en consommer de plus grandes quantités pour satisfaire leurs besoins métaboliques. A la différence de ceux des mammifères, les reins des reptiles ne peuvent pas concentrer leur urine pour préserver l'eau corporelle. A la place les reptiles excrètent à travers leur cloaque de l'acide urique toxique. Dans le cas de Cyclura ricordi, qui consomme beaucoup de végétaux, l'excès d'ions salés est excrété via une glande à sel de la même manière que les oiseaux. C'est pourquoi Cyclura ricordi a développé une glande nasale latérale pour suppléer l'action des reins en excrétant l'excès de potassium et de chlorure de sodium.

### Cycle de vie
L'accouplement a lieu de mai à juin,. Avant la copulation le mâle hoche fréquemment la tête, et s'approche de la femelle par derrière, avant de la chevaucher et de l'agripper par la nuque avec la gueule. Il tente ensuite de la contraindre pour faire passer sa queue en dessous de celle de la femelle, afin d'aligner leurs cloaques et permettre la copulation. Celle-ci dure généralement entre 30 et 90 secondes, et un couple est rarement observé s'accoupler plus d'une ou deux fois dans la même journée. Entre 2 et 18 œufs sont pondus en juin ou juillet, dans des nids creusés dans des poches de terre exposées au soleil. Les œufs sont incubés entre 90 et 100 jours avant d'éclore en septembre et octobre. Les œufs de Cyclura sont parmi les plus gros œufs pondus par des lézards.

## Distribution et habitat
Cyclura ricordi vit dans les terres arbustives xériques avec des sols sableux dans lesquels  il peut creuser les terriers qui lui serviront d'abri et de site de nidification. Les entrées de ces terriers sont généralement cachées derrière une végétation épineuse, des buissons ou des rochers. L'habitat typique dans lequel on trouve cette espèce est composé de grandes plaines avec ponctuellement des rochers et des plages de sol meuble et sableux, et des arbres et arbustes assez espacés. Les adultes vivent principalement au sol quand les jeunes se réfugient dans les arbres pour se protéger,.
On trouve cette espèce dans le sud-ouest de la République Dominicaine, où on ne la rencontre que dans l'aride Valle de Neiba et la portion la plus xérique des plaines côtières de la Peninsula de Barahona. Ces deux populations sont séparées par la chaîne de Baoruco (massif de la Selle à Haïti), avec trois sommets de plus de 2 000 m qui forment une véritable barrière écologique,. Au cours du Pléistocène, au climat plus sec, les échanges génétiques entre ces deux sous-populations ont peut-être été possibles. On rencontre également cet animal sur les îles avoisinantes, telle que Goat Island.
À travers son aire de répartition, Cyclura ricordi coexiste avec l'Iguane rhinocéros et ces deux espèces ont été observées nageant et se baignant dans les eaux douces de l'île par l'herpétologiste Jose Ottenwalder. En 2008, on s'est aperçu que cette espèce était également présente à Anse-à-Pitres, à Haïti. La cohabitation entre Cyclura ricordi et l'Iguane rhinocéros à Hispaniola est un fait unique dans des Caraïbes, où chaque île qui abrite des iguanes en abrite une seule espèce.

## Taxinomie et étymologie
Le nom du genre Cyclura, dont le nom vient de l'ancien grec cyclos (κύκλος) signifiant « circulaire » et ourá (οὐρά) signifiant « queue », fait allusion aux larges anneaux bien visibles sur la queue de tous les représentants de ce genre. Son épithète spécifique est une forme latinisée du nom du biologiste français Alexandre Ricord (1798–1876), qui a évoqué cette espèce le premier en 1826.
Les données morphologiques et génétiques indiquent que le plus proche parent vivant de C ricordi est C. carinata qui vit dans les îles Turques-et-Caïques.

## Relations avec l'Homme

### Menaces
Sur la Barahona Peninsula, la population de Cyclura ricordi est menacée par les activités humaines, notamment l'agriculture et l'artificialisation des terres ainsi que le pâturage du bétail, et les mines de charbon. Les iguanes sont chassés et capturés comme source de nourriture par les hommes, et sont tués par les éleveurs de chèvres en raison d'une superstition suivant laquelle les iguanes ouvrent le ventre du bétail avec leurs crêtes épineuses,. La compétition d'animaux domestiques et introduits posent également des problèmes, et les jeunes sont notamment victimes de la prédation des chats et des chiens. Ils sont également braconnés pour alimenter le marché illégal des animaux exotiques.

### Sauvegarde
On estime la population sauvage de cette espèce à entre 3 000 et 4 000 animaux, ce qui fait de cette espèce une espèce considérée comme en danger d'extinction,. Le zoo d'Indianapolis est impliqué en République Dominicaine dans la recherche et la mise en place de mesures de sauvegarde pour préserver Cyclura ricordi. Le projet spécifique dénommé Project Iguana conduit par ce zoo aide à la sauvegarde des iguanes des Caraïbes et la préservation de leur habitat en contribuant à éduquer les populations, menant des programmes d'élevage en captivité et conduisant des études scientifiques sur ces animaux.
Les objectifs de ce projet sont notamment :
- de travailler avec le Ricord's Iguana Recovery Group sur le ISG's Species Recovery Plan ;
- de recenser les animaux sur Isla Cabritos, en République Dominicaine[22] ;
- de déterminer le niveau de vitamine D des iguanes des Caraïbes détenus dans le zoo avant et après l'exposition au soleil ;
- de travailler en partenariat avec le ZOODOM (le zoo national de République Dominicaine) pour développer un programme d'élevage en captivité de Cyclura ricordi[22] ;
- de développer des actions éducatives sur les iguanes des Caraïbes et leurs habitats[18].

Cet animal vit sur une partie de son aire de répartition dans des zones protégées. La population de la Valle de Neiba, 60 % de l'aire dans laquelle vit cet iguane est intégré dans le Lago Enriquillo National Park. Par ailleurs la population de la voisine Goat island est protégée au sein de l'Isla Cabritos National Park depuis 1974. Dans la péninsule de Barahona Peninsula, il y a deux aires protégées, le Parque Nacional Jaragua et la Acetillar Scenic Reserve, qui couvre une majeure partie de la zone dans laquelle on trouve encore cette espèce, au sud et au nord de Cabo Rojo.

## Publication originale
- Duméril & Bibron, 1837 : Erpétologie Générale ou Histoire Naturelle Complète des Reptiles. Librairie. Encyclopédique Roret, Paris, vol. 4, p. 1-570 (texte intégral).